# Sekundární vzdělávání
Sekundární vzdělávání v České republice představuje druhou část formálního vzdělávání. Vzdělávání je rozděleno dle mezinárodní klasifikace ISCED. Dělí se na ISCED 2 (nižší sekundární vzdělávání) a ISCED 3 (vyšší sekundární vzdělávání). Nižší stupeň sekundárního vzdělávání je realizován 2. stupněm základní školy nebo osmiletým gymnáziem (poskytuje žákům celé sekundární vzdělávání). Vyšší stupeň sekundárního vzdělávání je realizován na střední škole nebo víceletém gymnáziu (čtyřletém nebo osmiletém). Cílem nižšího sekundárního vzdělávání je upevnit a prohloubit znalosti a dovednosti získané v primárním vzdělávání. Vytváří podmínky pro samostatnost studentů při získávání informací a dalšího učení v průběhu života. Vyšší stupeň má žáky dále orientovat na profesní přípravu či přípravu na terciární vzdělávání.
Od roku 1989 je vzdělání považováno za základní lidské právo dítěte; Článek 28 Úmluvy o právech dítěte stanoví, že základní vzdělávání by mělo být bezplatné a povinné, zatímco různé formy sekundárního vzdělávání, včetně všeobecného a odborného vzdělávání, by měly být dostupné a přístupné každému dítěti.

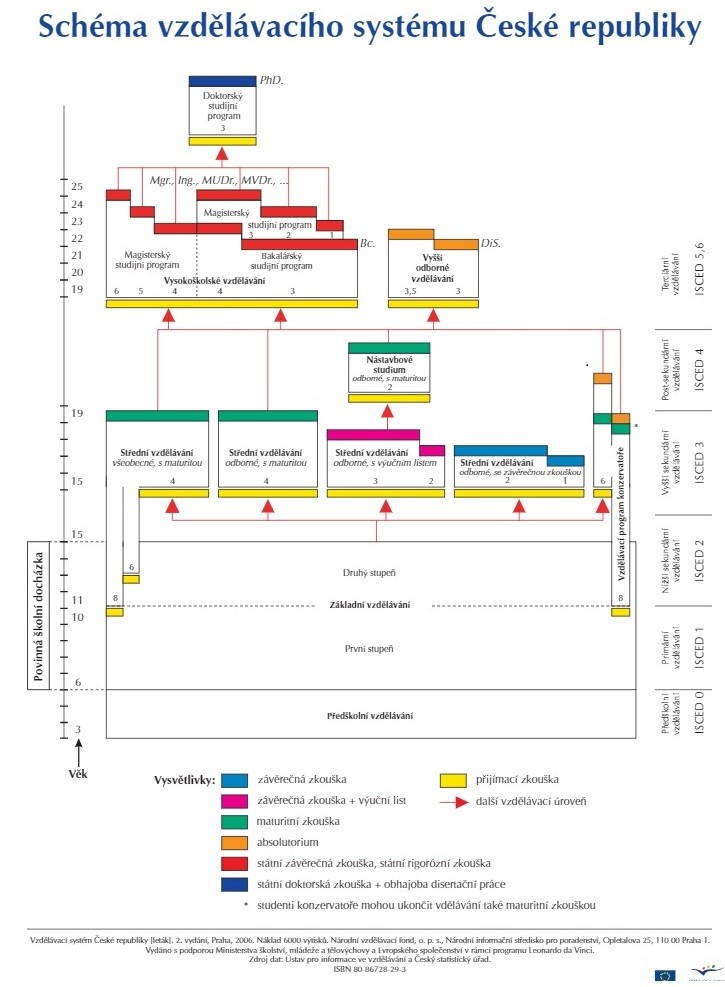
Obrázek představuje schéma vzdělávacího systému České republiky. (ISCED 1997)

## Formy sekundárního vzdělávání v ČR dle ISCED

### Nižší sekundární vzdělávání ISCED 2
Nižší stupeň sekundárního vzdělávání je realizován 2. stupněm základní školy, nebo 2. stupněm speciální školy nebo osmiletým gymnáziem. Řadí se do všeobecného vzdělávání a je v České republice povinné. Všechny školy neposkytují nižší sekundární vzdělávání (např. na některých menších vesnických školách se výuka realizuje pouze do 5. třídy a pro pokračování na 2. stupeň je potřeba přestoupit na jinou ZŠ). Aby žáci mohli vstoupit do úrovně vzdělávacích programů ISCED 2, musí mít ukončenou předchozí úroveň ISCED 1 (primární vzdělávání – 1. stupeň).
Žáci se při nástupu pohybují mezi 10 a 13 rokem a ukončují úroveň mezi 14 a 16 rokem (nejčastěji 15) výstupním hodnocením (vysvědčení) na konci povinného vzdělávání.
V České republice upravuje obecně závazné požadavky, oblasti vzdělávání, formy vzdělávání či vzdělávací cíle Rámcový vzdělávací program. Vzdělávání si klade za cíl u žáků rozvíjet základy celoživotní učení a lidského rozvoje napříč sadou konkrétně zaměřených předmětů.  Žáci se učí všeobecným znalostem a rozvíjí různé kompetence (občanské, sociální a personální, komunikativní, pracovní, digitální aj.). Klade se důraz na ICT, výuku jazyků, výchova ke zdraví, občanství nebo volbě povolání apod. Na žáky je kladena větší odpovědnost, jsou schopni plnit komplexnější úkoly nebo projekty. Učitelé mají nejčastěji pedagogické vzdělání a ve třídě jich zpravidla učí několik. 
Nižší sekundární vzdělávání je rozděleno na všeobecné a odborné. Vzdělávání je dostupné v prezenční formě. Je umožněno také osobám se speciálními potřebami. Zahrnuje programy druhé šance nebo reintegrační programy. 

#### Příklady škol poskytující nižší sekundární vzdělávání v České republice
Základní škola speciální a Praktická škola, Praha 6, Rooseveltova 8
Základní škola a mateřská škola Brno, Husova 17, příspěvková organizace
Základní škola Generála Píky Ostrava

### Vyšší sekundární vzdělávání – ISCED 3
Vyšší stupeň sekundárního vzdělávání ISCED 3 je realizován na střední škole nebo víceletém gymnáziu (čtyřletém, šestiletém nebo osmiletém). Aby žáci mohli vstoupit do úrovně ISCED 3, musí mít ukončenou úroveň ISCED 2 (nižší stupeň sekundárního vzdělávání).
Žáci se při nástupu pohybují mezi 14 až 16 rokem a ukončují úroveň mezi 17 a 19 rokem (nejčastěji 19) maturitní zkouškou, výučním listem nebo vysvědčením (u středních profesních vzděláních).
V České republice vyšší sekundární vzdělávání upravuje rovněž RVP. Vzdělávání si klade za cíl poskytnout žákům více specializovanou a různorodou výuku (záleží na druhu vybrané školy). Připravuje studenty na trh práce a motivuje k celoživotnímu vzdělávání. Učitelé jsou vysoce kvalifikovaní a specializovaní v oborech, které vyučují. 
Vzdělávání je dostupné v prezenční, večerní nebo distanční formě také pro žáky se speciálními potřebami.

#### Dělení a příklady vyššího sekundárního vzdělávání v České republice[8]

##### Střední profesní vzdělání, které neposkytuje osvědčení o odborném vzdělávání (absolventi získají vysvědčení)[9]
Příklady škol v ČR:
Základní škola a Střední škola, Praha 10 - Uhříněves, Vachkova 941
Střední zdravotnická škola a Vyšší odborná škola zdravotnická Brno, Merhautova, příspěvková organizace (zubní instrumentářka, dvouleté studium)
Střední škola prof. Zdeňka Matějčka, Ostrava-Poruba (obchodní škola, dvouleté studium)

##### Střední vzdělání s výučním listem (osvědčení OVP)
Příklady škol v ČR:
Střední škola gastronomická a hotelová s.r.o., Praha 4 – Braník
Střední škola technická a ekonomická Brno, Olomoucká
Střední škola služeb a podnikání, Ostrava-Poruba

##### Střední vzdělání s maturitní zkouškou (čtyřleté, šestileté nebo osmileté střední školy)[7][1]
Příklady škol v ČR:
Střední pedagogická škola Futurum s. r. o., Praha 10 - Hostivař
Gymnázium Brno, třída Kapitána Jaroše
AHOL - Střední škola gastronomie, turismu a lázeňství, Ostrava - Vítkovice

### Postsekundární neterciární vzdělávání – ISCED 4
Postsekundární neterciární vzdělávání je učení budované na sekundárním vzdělávání (tzv. nadstavba maturity).  Pro vstup do úrovně ISCED 4 musí být ukončena úroveň ISCED 3.
Vzdělávání si klade za cíl, stejně jako terciární, připravit studenty na přímý trh práce a rozšířit dosavadní znalosti a dovednosti studentů, avšak s nižší složitostí (programy bývají zpravidla odborné, ale mohou být také se všeobecným zaměřením).

#### Příklady škol poskytující postsekundární neterciární vzdělávání v České republice
Akademie řemesel Praha – Střední škola technická, Praha 4 – Krč
Střední škola Brno, Charbulova
Střední škola stavební a dřevozpracující, Ostrava – Zábřeh